# Фельдман, Аким Абрамович
Аким Абрамович Фельдман (23 мая 1872, Одесса, Херсонская губерния — 2 июля 1966, Одесса) — советский дерматовенеролог, доктор медицинских наук, профессор. В 1927—1953 — зав. кафедрой кожно-венерических болезней Одесского института усовершенствования врачей.

## Биография
Родился в Одессе в многодетной семье конторщика табачной фабрики.
Самый старший брат, Самуил, был одним из организаторов первого марксистского кружка на юге России, за что был сослан в Якутию, где умер от туберкулёза. Другой старший брат, Илья, по окончании медицинского факультета Харьковского императорского университета 45 лет проработал в одесской еврейской больнице, где заведовал неврологическим отделением.    
Аким Абрамович, по стопам старшего брата, в 1902 году окончил с отличием и золотой медалью медицинский факультет Харьковского императорского университета и начал работать врачом-дерматовенерологом в городских больницах Одессы. Одновременно с 1909 по 1916 гг. работал в поликлинике врачей-специалистов, с 1914 по 1918 г. консультант по дерматовенерологии на румынском фронте, в госпиталях Всероссийского союза городов.
В 1917 г. стал одним из основателей Одесской дермато-венерологической поликлиники (с 1922 г. научно-исследовательский дермато-венерологический институт им. Е. С. Главче), где заведовал вначале сифилитическим, а потом дерматологическим отделами вплоть до ликвидации института в начале 50-х гг.
В 1927 г. избран заведующим кафедрой кожно-венерических болезней Одесского института усовершенствования врачей, где проработал до перевода института в Запорожье (1952). Под его руководством на этой кафедре проходили специализацию и дальнейшее повышение квалификации тысячи врачей — дермато-венерологов. Он был общепризнанным основателем и руководителем так называемой одесской дерматологической школы, включавшей множество специалистов и научных работников, в том числе профессоров и доцентов — заведующих кафедрами медицинских институтов и отделов в научно-исследовательских учреждениях.
В 1929 г. организовал в составе Одесского научно-исследовательского туберкулёзного института клинику туберкулёза кожи с единственным в мире лепрозорием. В нём проходили многолетнее лечение и реабилитацию сотни страдавших этим тяжёлым и зачастую заболеванием. В период Великой Отечественной войны, в 1941-44 гг., возглавлял экспериментально-биологический отдел Узбекского дермато-венерологического научно-исследовательского института и консультировал эвакогоспитали в г. Ташкенте, а также вёл большую лечебную работу.
В 1931 г. А. А. Фельдману было присвоено звание профессора, а в 1935 г. степень доктора медицинских наук по совокупности трудов без защиты диссертации. В 1937-38 гг. он совмещал основную работу с заведованием государственной выпускной экзаменационной комиссии Одесского медицинского института.
Был инициатором применения антибиотиков в лечении дерматовенерологических заболеваний: один из первых в России применил сальварсан и висмут в виде ксероформа в лечение сифилиса, а в середине 40-х годов начал использовать пенициллин в лечении инфекционных заболеваний кожи.
В середине 30-х гг. он ввёл в научный и практический обиход понятие о нейродермитах, как самостоятельной форме заболеваний кожи. В 30-х гг. был инициатором применения предложенной проф. В. П. Филатовым тканевой терапии, и введения её в арсенал средств для лечения упорных, вялотекущих болезней кожи, таких как туберкулёзная волчанка и ей подобных.
Многие годы был членом учёных советов наркоматов (министерств) здравоохранения СССР и УССР. Выступал с программными докладами на Всесоюзных и Украинских съездах дерматовенерологов.
Также много внимания он уделял работе научного общества одесских врачей дерматовенерологов, членом которого был чуть ли не с момента его создания, в течение 63-х лет. Проф. А. А. Фельдман 43 года состоял в правлении Одесского общества дермато-венерологов, в том числе 23 года был его председателем и 11 лет — почётным председателем.

## Публикации
- Хронические стафилодермиты [Текст] : [Сб. статей] / Под ред. проф. А. А. Фельдмана и проф. М. Г. Хорошина; Одес. гос. дермато-венерол. ин-т им. д-ра Е. С. Главче. — Киев : Госмедиздат УССР, 1940. — 76 с.; 22 см.
- Краткая инструкция по борьбе с пиодермитами [Текст] : (Для врачей флота) / проф. А. А. Фельдман; Отв. ред. проф. М. Г. Хорошин. — Одесса : [б. и.], 1940. — 6 с., без обл.; 20 см.
- Нейродермиты [Текст] / Сборник [статей] под ред. А. А. Фельдмана и проф. М. Г. Хорошина; Одес. гос. дермато-венерол. ин-т им. д-ра Е. С. Главче. — Одесса : [б. и.], 1940. — 264 с., 2 вкл. л. ил. и табл. : ил., граф., табл.; 21 см.